# Federação das Organizações Indígenas do Rio Negro
Federação das Organizações Indígenas do Rio Negro (FOIRN) é uma associação civil, sem fins lucrativos, sem vinculação partidária ou religiosa, fundada em 1987 e reconhecida como de utilidade pública estadual nesse mesmo ano, lei n. 1831/1987. Seu objetivo é conseguir a demarcação das terras indígenas na região do rio Negro, estado do Amazonas; promover ações na área da saúde, educação e auto-sustentação. Considerando essencial a manutenção da autonomia dos povos indígenas, valorização das culturas, desenvolvimento da medicina tradicional, e o desenvolvimento de outras atividades culturais visando a melhoria das condições de vida dos povos indígenas da bacia do rio Negro.

## Organização
A sede da FOIRN está na cidade de São Gabriel da Cachoeira, situada às margens do rio Negro a uma distância de 800 km de Manaus. Funciona como escritório, centro de apoio logístico e de comunicação radiofônica com mais de 40 organizações de base, sendo que cada uma delas representa um número variável de comunidades indígenas distribuídas ao longo dos principais rios formadores da bacia do rio Negro. São cerca de 750 aldeias, onde habitam mais de 30 mil índios pertencentes a 22 grupos étnicos diferentes, representantes das famílias lingüísticas Tukano, Aruak e Maku, numa área de 108.000 km2 no noroeste amazônico brasileiro. A FOIRN é uma aliança de cooperação e colaboração mútua, que respeita a diversidade cultural e religiosa da região.

## Conquistas
Segundo Andrade as principais conquistas dessa ONG em seus 20 anos de atividade foram a demarcação das terras do Alto Rio Negro, a consolidação dos projetos-piloto de educação escolar diferenciada, valorização cultural, sustentabilidade, saúde indígena, proteção e fiscalização das terras e segurança alimentar, o que permitiu à FOIRN ampliar seus projetos e elaborar novos, visando a melhoria da qualidade de vida das comunidades indígenas. Entre os resultados obtidos destacam-se:
- Co-oficialização das línguas (desde 2002);
- Escolas Indígenas diferenciadas, que foram fundamentais para a implementação de uma nova política de educação na região (desde 2000);
- Saúde Indígena Diferenciada no Rio Negro. Antes disso, serviço de saúde nas comunidades não existia (desde 2000);
- Mobilização para conquista de direitos indígenas, iniciada com a nova constituição em 1988;
- Terras demarcadas e homologadas (desde 1998);
- Resgate e valorização da cultura e tradição (desde 1992);
- Novas experiências e perspectivas (projetos de manejos) (desde 2001).

Foi noticiado que o Instituto Socioambiental, a FOIRN e a Fundação Nacional do Índio (FUNAI) assinaram, no dia 7 de julho de 2009, um termo de cooperação técnica para promover novo modelo de gestão de terras indígenas, visando à implementação de ações que contribuam para o desenvolvimento sustentável e a valorização da diversidade socioambiental da Bacia do Rio Negro.